# Finsterforst
Finsterforst  [Fínstəforst] — немецкая пэйган-метал-группа.

## История
Группа была образована в конце 2004 года. Название «Finsterforst» является синонимом Schwarzwald.
На первой демозаписи мини-альбома (EP) «Wiege der Finsternis» барабанные партии были прописаны с помощью компьютерной программы, так как у группы на тот момент не было барабанщика.
После EP «Wiege der Finsternis», который был выпущен в марте 2006 года, группа усилила поиски барабанщика. В октябре Корнелиус «Wombo» Хек взял на себя роль барабанщика. С января 2007 года поклонники могли увидеть группу на различных фестивалях и концертах.
В феврале-марте 2007 Finsterforst обратились в студию Iguana для записи своего дебютного альбома. «Weltenkraft» был выпущен студией World Chaos Records (Япония) и в июле 2007 года появился в продаже.
Количество концертов увеличивалось, и группа решила записать ещё один студийный альбом. В июле 2008 года группа записала второй альбом, в сентябре провели сведение и мастеринг. Через некоторое время начались поиски лейбла, в результате которых группа начала сотрудничество с немецким лейблом Einheit Produktionen. 27 февраля 2009 года был выпущен альбом «…zum Tode hin». В конце 2009 года вокалист Марко Шомас ушёл из группы. В 2010 Оливер Берлин был принят в группу в качестве вокалиста.

## Стиль
Типичное для метала тяжелое звучание гитар, баса и клавишных разбавил аккордеон — отличительный знак группы, который ведет основную мелодию во всех песнях. Кроме того, в музыке используются и другие инструменты, типичные для жанра, такие как тин-вистл и гобой. Рифмованные тексты поются шрайком на немецком языке. Чистый вокал используется редко.

## Тексты
Тексты песен посвящены природе и мистическим существам.
На альбоме «zum Tode hin» первая песня рассказывает о созидании, а последняя о разрушении земли человеком.

## Дискография
- Wiege der Finsternis (2005, EP)
- Weltenkraft (2007, World Chaos / Heavy Horses)
- … zum Tode hin (2009, Einheit Produktionen)
- Urwerk (2010, Einheit Produktionen)
- Rastlos (2012, Napalm Records)
- Mach Dich Frei (2015, Napalm Records)
- #YØLØ (2016, EP, Napalm Records)
- Zerfall (2019, Napalm Records)